# Tintu Lukka
Tintu Luka (née le 26 avril 1989 dans le district de Cannanore au Kerala) est une athlète indienne, spécialiste du 800 m.
En tant que représentante de l'équipe d'Asie et d'Océanie, elle termine 5e de la Coupe continentale d'athlétisme 2010 à Split, en 1 min 59 s 17, record national, après un passage en 58 s 04 au 400 m. Auparavant, son meilleur résultat avait d'être demi-finaliste lors des Championnats du monde junior à Bydgoszcz en 2008. Entraînée par l'ancienne athlète olympique P. T. Usha, elle appartient à l'université de Calicut (SNG College, Pattambi) et détenait un record de 2 min 1 s 92 à Delhi en 2009.
Elle atteint les demi-finales des Jeux olympiques de Londres, en 1 min 59 s 69.